# Distrito de Conchán
Conchán es un distrito (municipio) situado en la provincia de Chota, ubicada en el departamento de Cajamarca, Perú. Según el censo de 2017, tiene una población de 5643 habitantes.
Limita por el norte con el distrito de Tacabamba; por el noreste con el distrito de Chiguirip; por el este con el distrito de Chalamarca; y por el sureste con el distrito de Chota.

## Historia
El distrito fue creado el 4 de noviembre de 1889 y ratificado mediante Ley del 13 de octubre de 1891, en el gobierno del Presidente Andrés A. Cáceres.
En la parte alto andina del distrito se encuentran ubicados los centros poblados más influyentes por el tema de producción agrícola, Cutaxi y Chetilla, los cuales juegan un rol preponderante en la historia. Los cutaxis y los chetillas fueron dos tribus que han dejado evidencia como la Chulpa de Chetilla y esculturas en piedra (monolitos). En Cutaxi podemos encontrar diversos restos arqueológicos. Se ha denominado al circuito arqueológico como "Torres de Cutaxi". Este sitio arqueológico fue declarado en 2009 como patrimonio cultural de la nación. Además encontramos dos magníficas grutas. En la gruta más grande se puede apreciar un canal de agua que pasa por dentro de la gruta. En Chetilla se encuentran "Las Chulpas de Chetilla", declarado como patrimonio cultural de la provincia de Chota. En este centro poblado se encuentra también la laguna de El Granero, que está en el límite con la comunidad de Surumayo, en Cutaxi. Los cutaxis y los chetillas fueron tribus pre incas, posiblemente de influencia chavín y mochica. El MINCETUR se encuentra investigando y poniendo en valor estos restos del distrito de Conchán.
En el pueblo de Conchán encontramos "El Túnel Conchano", que es un túnel transandino que fue construido para desviar las aguas del río conchano de la cuenca del Amazonas hacia la cuenca del río Chancay, aguas que sirven para la hidroeléctrica de Carhuaquero y son afluentes de la represa chiclayana de Tinajones. En el centro poblado Ojo del Agua también se produce trucha en piscigranjas.

## Geografía
Está situado al noreste de la ciudad de Chota, a orillas del río Conchano, en un hermoso valle interandino.

## Capital
Tiene como capital al pueblo de Conchán. Se encuentra ubicado a una hora y 40 minutos de la ciudad de Chota y, en la zona alta del distrito se ubica el centro poblado de Cutaxi, que limita con el distrito de Chalamarca, por lo cual existe gran intercambio comercial de productos como papa, olluco, oca, y ganadería, los días de comercio, que son los sábados. Cutaxi es la principal puerta de entrada a la capital de la provincia desde los distritos del oriente amazónico, Pión, La Paccha, Chimban, Choropampa y Chalamarca. Cutaxi es considerado como el área de mayor producción del distrito de conchan por sus diferentes microclimas, en el cual se produce desde frutas, legumbres, menestra, maíz, tubérculos y ganadería.  

## Autoridades

### Municipales
- 2023 - 2026
  - Ing. Norbil Bustamante Rafael - Alianza para el Porgreso
- 2019-2022
  - Hernán Burga Bustamante - Movimiento Regional Cajamarca Siempre Verde.

- 2011-2014
  - Alcalde: Ricardo Vásquez Montenegro, del Movimiento Regional Fuerza Social Cajamarca (FSC).
  - Regidores:  Julio Lara Rubio (FSC), Simeón Olivera Delgado (FSC), Deisi Yovany Frías Centurión (FSC), Nolberto Dávila Ruiz (FSC), Raúl Sánchez Barboza (Tierra y Libertad).[3]

### Organizaciones religiosas
- Evangélicos (Iglesia del Nazareno)
- Iglesia Católica
- Pentecostés.
- Movimiento Misionero Mundial (MMM)
- Israelitas.

### Policiales
- Comisaría Rural de Conchán.

## Producción
Se caracteriza por su producción agrícola de frutas y tubérculos.
En la parte alta, en el centro poblado Cutaxi, se produce una de las mejores variedades de papa de la provincia de Chota. Además se produce llacón, maíz, olluco, oca, quinua, cebada, trigo, lenteja, haba, chocho y alberja.
Cuenta con frutos oriundos y en peligro de extinción, como la zarzamora, el pirgai, aguaymanto (variedades silvestres) y arándanos andinos como los denominados perlas y alicón.
Existe también ganado vacuno productor de leche y carne, así como  ganado ovino, vacuno y porcino.
En la parte baja está ubicado alrededor de la capital distrital el valle bañado por el río conchano donde también existe producción de frutas, yuca , papayas, piña, palta y otros .

## Educación
- Institución Educativa José Olaya, Cutaxi.
- Institución Educativa 356 - Conchán
- Institución Educativa 10479 - Conchán
- Institución Educativa Aníbal Díaz Bazan - Chetilla
- Institución Educativa "José Carlos Mariategui" - Conchán

## Información turística
Cuenta con lugares turísticos: El Mirador Cerro Peña Blanca, Torres de Cutaxi, Túnel conchano, aguas termales de la Tacshana, Laguna El Granero, chulpas de Chetilla, la tierra de colores y la Peña Blanca y otros.
Cave mencionar que Las Chulpas y Grutas de Cutaxi, son restos arqueológicos declarados como patrimonio cultural de la Nación y se está poniendo en valor a través de la Dirección Regional de Turismo. 